# Parafia Zwiastowania Przenajświętszej Bogurodzicy w Malczycach
Parafia Zwiastowania Przenajświętszej Bogurodzicy – parafia prawosławna w Malczycach, w dekanacie Wrocław diecezji wrocławsko-szczecińskiej.
Na terenie parafii funkcjonuje 1 cerkiew:
- cerkiew Zwiastowania Przenajświętszej Bogurodzicy w Malczycach – parafialna

## Historia
Początki parafii sięgają końca lat 40. XX w. Pierwsze nabożeństwo prawosławne odprawiono 25 marca 1949 w ewangelickiej kaplicy w Wilczkowie. Rok później siedzibę placówki przeniesiono do Malczyc. 24 maja 1950 erygowano samodzielną parafię, której przyznano pochodzący z początku XX w. poewangelicki kościół, przystosowany w latach 1953–1954 do potrzeb liturgii prawosławnej. W latach 1987–1997 świątynia została gruntownie wyremontowana, uzupełniono też wyposażenie wnętrza.
Księgi parafialne prowadzone są od 1961. W 2013 parafia liczyła około 50 rodzin. Współużytkuje miejscowy cmentarz komunalny, na którym posiada wydzieloną kwaterę.

## Wykaz proboszczów
- – ks. Eugeniusz Lachocki
- 1956–1958 – ks. Anatol Bodnar
- 1959–1960 – hieromnich Atanazy (Sienkiewicz)
- – ks. Sergiusz Kosacki
- – ks. Mikołaj Oleszczuk
- 1967–1985 – ks. Jerzy Hnatow
- 1985–2020[1] – ks. Michał Szlaga
- 2020–2022 – ks. Adam Horbal[2]
- od 2022 – ks. Paweł Gocko[3]